# نویلر-ل-ساورن
نویلر-ل-ساورن (به فرانسوی: Neuwiller-lès-Saverne) یک کمون در فرانسه با جمعیت ۱٬۱۷۵ نفر است که در Canton of Bouxwiller واقع شده‌است.